# Лорда
Лорда́ (фр. Lordat) — коммуна во Франции, находится в регионе Юг — Пиренеи. Департамент коммуны — Арьеж. Входит в состав кантона Ле-Кабан. Округ коммуны — Фуа.
Код INSEE коммуны — 09171.

## Население
Население коммуны на 2008 год составляло 35 человек.
| 1962 | 1968 | 1975 | 1982 | 1990 | 1999 | 2008 |
| ---- | ---- | ---- | ---- | ---- | ---- | ---- |
| 44   | 56   | 54   | 50   | 41   | 43   | 35   |

## Экономика
В 2007 году среди 29 человек в трудоспособном возрасте (15—64 лет) 25 были экономически активными, 4 — неактивными (показатель активности — 86,2 %, в 1999 году было 65,6 %). Из 25 активных работали 24 человека (11 мужчин и 13 женщин), безработным был 1 мужчина. Среди 4 неактивных 2 человека были учениками или студентами, 1 — пенсионером, 1 был неактивным по другим причинам.

## Достопримечательности
- Церковь св. Марии
- Замок Лорда (X век)
- Пик Сен-Бартельми
- Пик Суларак

## Фотогалерея

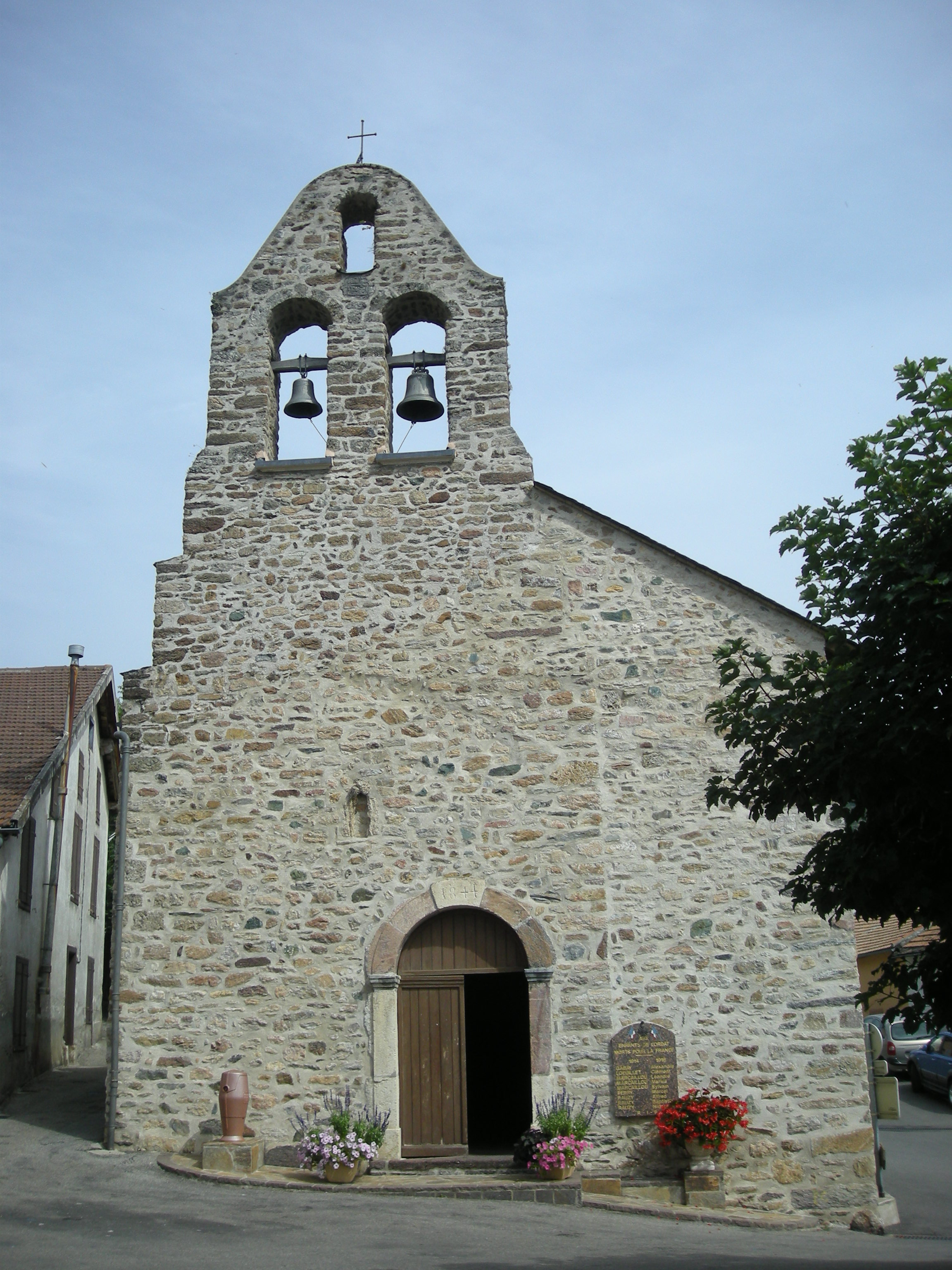
Церковь
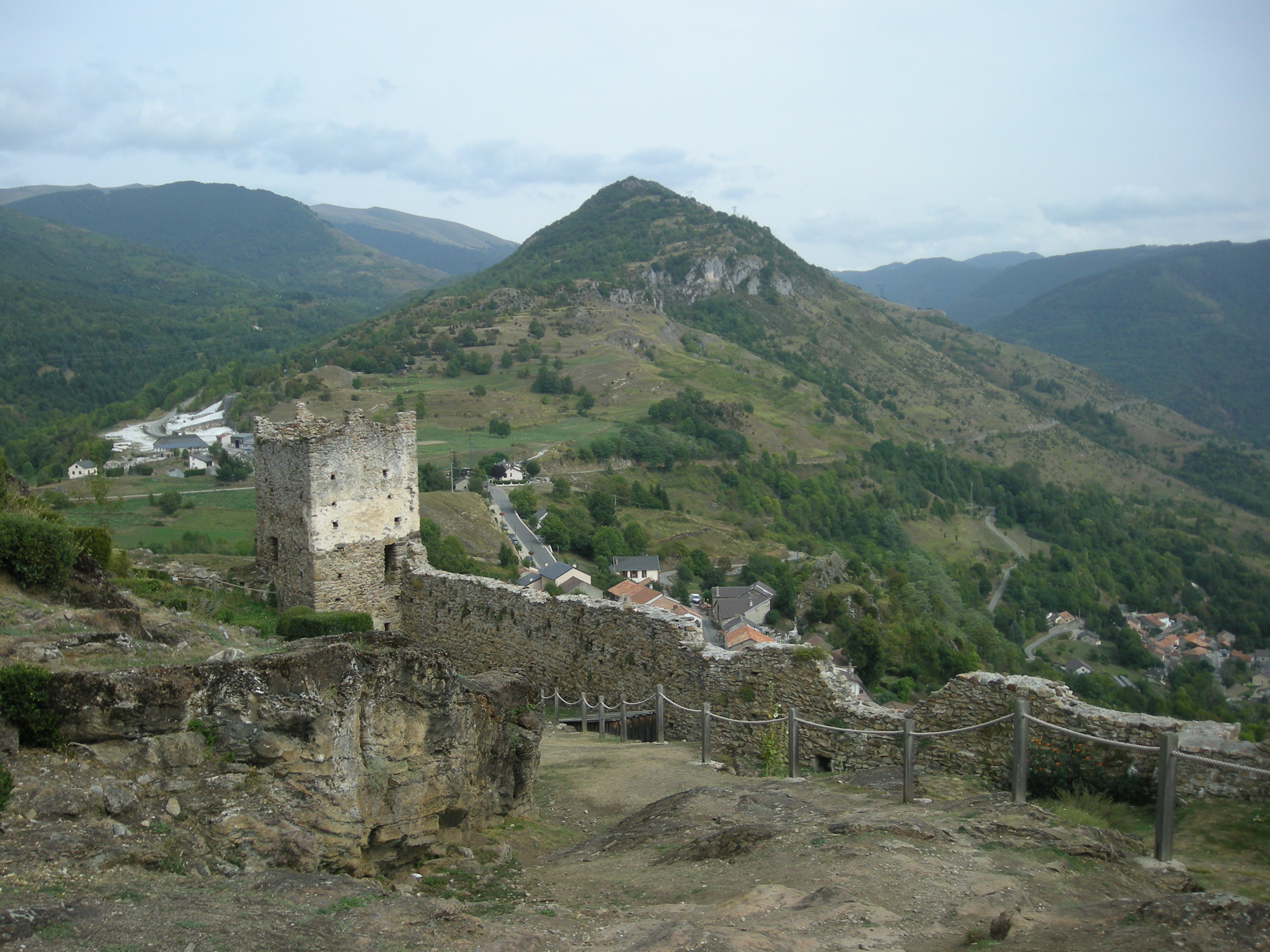
Замок Лорда
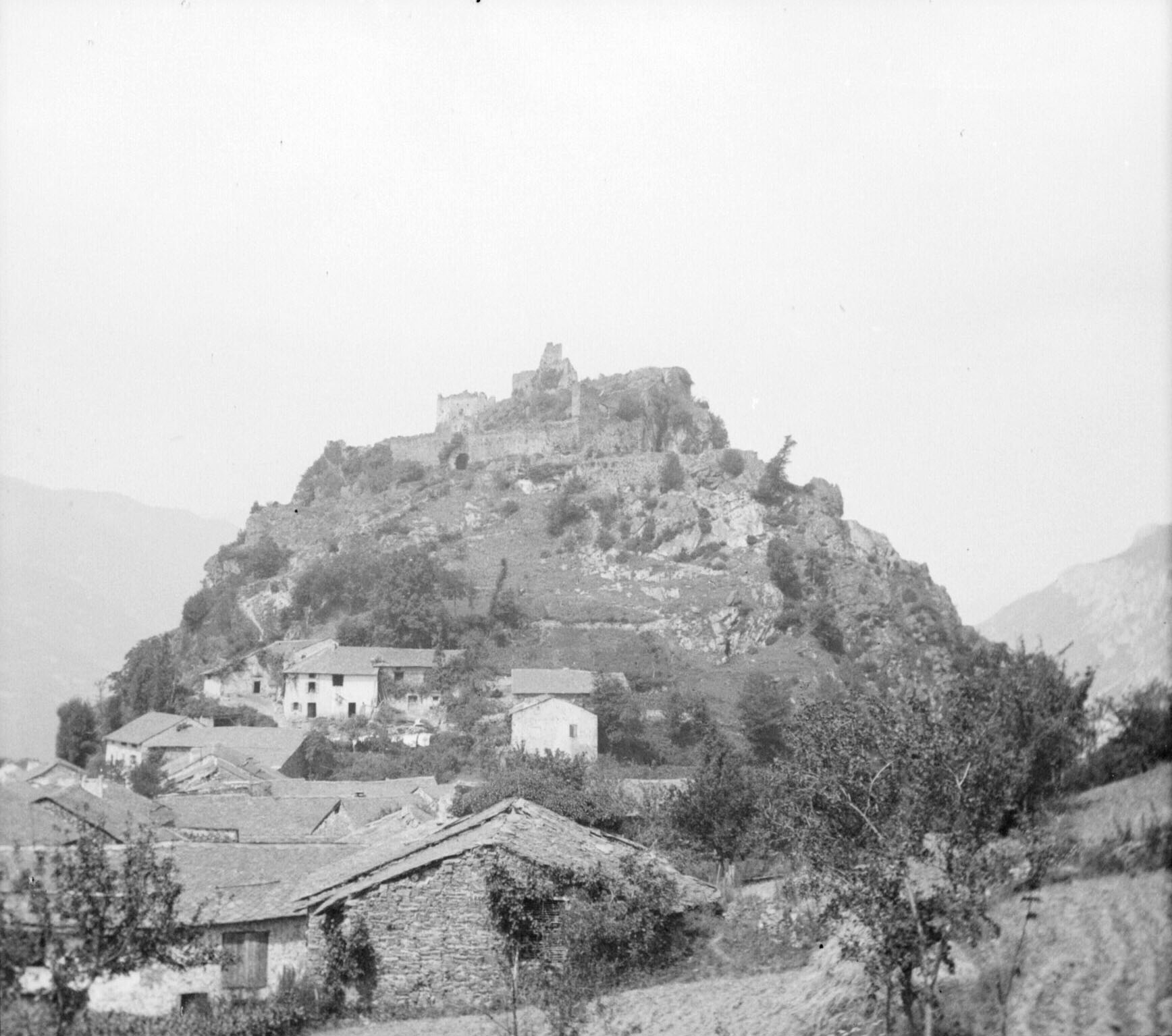
Лорда (1901 год)